# Alpengarten Bad Aussee
Alpengarten Bad Aussee je plocha o velikosti 12.000 m2 která je provozovaná jako placená atrakce. Místo se nachází v Bad Aussee, Štýrsku, v Rakousku.  Místo je označováno jako naučné přírodní muzeum - Naturerlebniszentrum Alpengarten Bad Aussee.
Zahrada je upravena jako přírodní centrum atraktivní pro celou rodinu. Na ploše je pěstováno 2000 různých druhů skalniček, trvalek a dřevin. Vysázeny jsou zde také rarity z celého světa.  Části zahrady jsou tematizovány a místo je rozděleno na různé oblasti. Je zde oblast věnovaná mokřadům, léčivým rostlinám, aromatickým bylinám, kapradinám, orchidejím, vodním rostlinám a skalničkám. V zahradě jsou pěstovány hořce i protěže. Zahrada leží v nadmořské výšce 800 m n. m.
Zahrada je upravena pro všechny věkové kategorie. Ekolog a přírodní pedagog provází skupinu, na výběr jsou čtyři tematické okruhy. Každá výprava má část sestávající z pozorování na místě při procházení trasy a části která je pozorováním při procházce nasbíraných mikroorganizmů pod mikroskopem.